# Cassia psilocarpa
Cassia psilocarpa là một loài thực vật có hoa trong họ Đậu. Loài này được Welw. miêu tả khoa học đầu tiên.